# Patronages du Bordelais
Vous lisez un « bon article » labellisé en 2013.

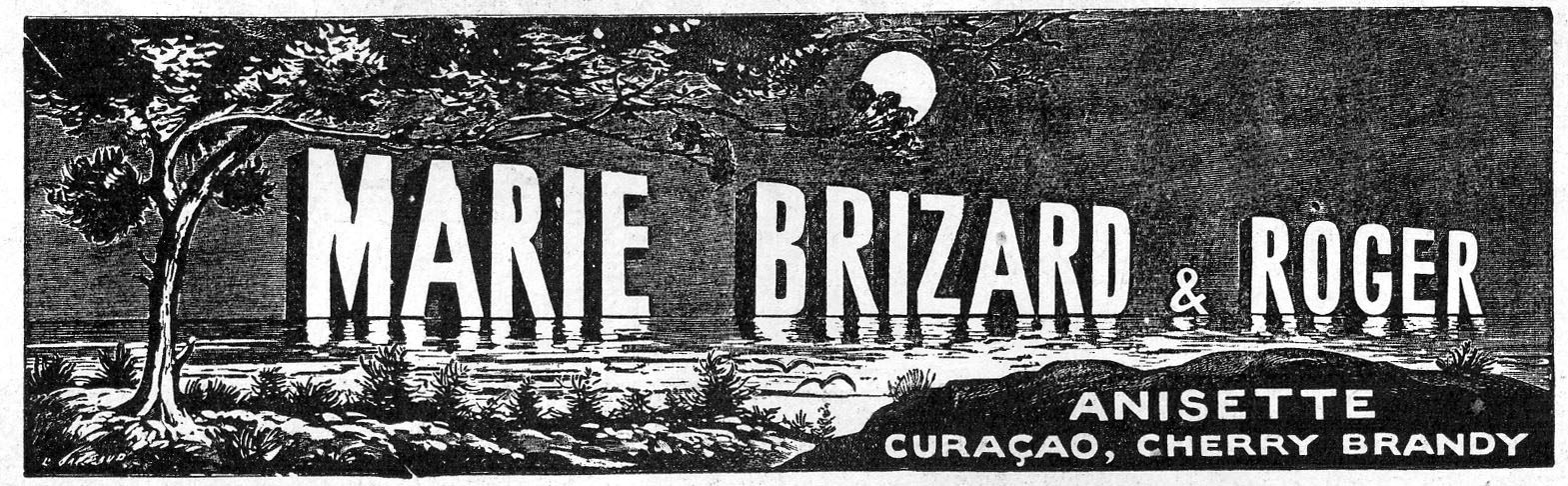
L'entreprise Marie Brizard, un précieux soutien de l’URPSO

Les patronages du Bordelais apparaissent dès le Second Empire dans un terroir où la sociabilité gymnique est fortement enracinée. Ils se fédèrent localement au tout début du XXe siècle et dès 1908 leur Union se rattache à la Fédération gymnastique et sportive des patronages de France. Elle en devient aussitôt une composante majeure tant pour la gymnastique artistique que pour le football. En un peu plus d'un siècle cette Union des patronages du Bordelais prend trois sigles différents : Union régionale des patronages du Sud-Ouest de sa fondation à 1967, Union départementale FSCF de Gironde (1967-1998) et Comité départemental FSCF de la Gironde depuis cette date. Longtemps étroitement liée à l'archevêché et à la vie locale bordelaise elle est aussi un élément important de l'histoire de la Fédération sportive et culturelle de France.

## Historique
La Flèche de Bordeaux créée en 1861 dans le quartier Saint-Michel et dont le palmarès gymnique reste remarquable semble être le plus ancien patronage paroissial de Bordeaux. Celui-ci apparaît d'abord comme société d'apprentis puis comme section de la Jeanne-d'Arc de Saint-Michel et inscrit très tôt la gymnastique et les sports à son programme éducatif. Le nom actuel n’est adopté qu’en 1904. Depuis elle est 9 fois championne fédérale FGSPF (1910, 1911, 1912, 1913, 1922, 1923, 1924, 1934 et 1938) et 7 fois seconde ; elle fait partie de la délégation française aux concours de Rome en 1906 puis en 1908 et reçoit à chaque fois les félicitations du jury. Parmi ses membres Diaz, Dufauret, Pradairol et bien d’autres ont contribué à l’histoire fédérale. Citons aussi la Colombe de Bordeaux (1866) aujourd’hui disparue. Lors de la constitution de l'Union en 1902 Les Coqs rouges, L'Union Saint-Bruno, Les Jeunes du Captalat de la Teste de Buch, La Jeanne d'Arc de Cauderan, L'Union sportive des Chartrons, Les Bleus de Blanquefort, L'Honneur de Lesparre existent déjà.

### L’Union régionale des patronages du Sud-ouest

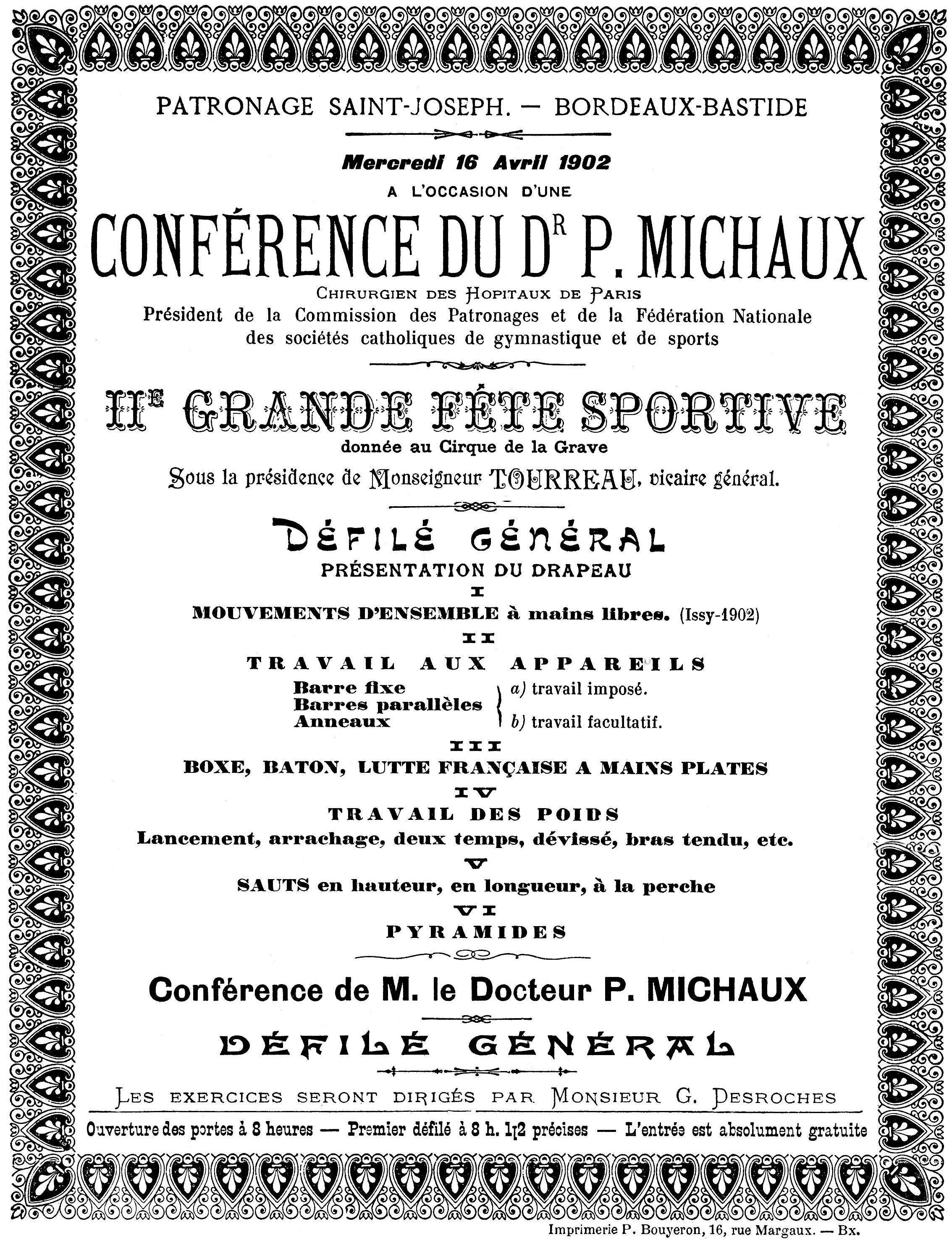
Affiche annonçant la conférence du Dr Paul Michaux à Bordeaux en 1902

Après une première rencontre sportive organisée en 1901 ces associations invitent le Dr Paul Michaux président de la commission des patronages et de la Fédération des sociétés catholiques de gymnastique (FSCG) — future Fédération gymnastique et sportive des patronages de France (FGSPF) — à donner une conférence à Bordeaux le 16 avril 1902, conférence suivie d’une nouvelle fête sportive. L'industriel Édouard Glotin, distillateur-liquoriste, reste en contact avec le président et crée en janvier 1903, avec quelques dirigeants locaux, un Comité catholique de la Gironde voué au développement de la gymnastique et des sports dans les patronages. Le cross-country du 18 février 1903 à Sainte-Marie de la Bastide, avec 112 participants, en est la première manifestation et cette épreuve fondatrice sera maintenue de très nombreuses années.
Le 2 février 1907, l’organisation est déclarée en préfecture sous le titre d’Union régionale des patronages du Sud-Ouest (URPSO). Le 4 novembre de la même année, elle tient sa première assemblée en présence de 18 associations qui décident d’adopter les règlements de la FGSPF pour toutes les rencontres à partir du 1er janvier 1908. Le 21 février, le cardinal Lecot, archevêque de Bordeaux, confirme l'autorisation donnée à l'abbé Gas de se consacrer entièrement aux patronages. Un cours de moniteurs est organisé à La Flèche et, outre le cross déjà cité, l’escrime et le tir, gérés par la commission de gymnastique, un championnat régional de football est immédiatement organisé. Le comité a fort à faire dès le début pour discipliner les joueurs, les associations et parfois leurs directeurs mais les affiliations se multiplient : 32 au cours de la seule année 1908, 32 autres en date de juillet 1910 et autant jusqu’à la déclaration de la Première Guerre mondiale où on enregistre 144 patronages affiliés pour l'ensemble des quatre départements d'Aquitaine.
Dès le début des combats, l’Union est lourdement touchée, le 8 avril 1915, par la mort du lieutenant Pierre Harlé (fils du préhistorien Édouard Harlé), membre du comité de l’URPSO, au combat de Flirey dans la Woëvre, quelques jours avant Charles Simon. Membre du comité directeur, c’est un neveu d'Édouard Glotin qui, pendant ce temps, monte lui-même un hôpital auxiliaire situé rue Calvé à Bordeaux pour la durée des hostilités. Durant cette période, l’URPSO garde une activité très importante, une des plus fortes de la FGSPF. Le tir qui dispose d’un stand installé au vélodrome devient une activité majeure et seul le coût des munitions limite son développement.
Après la guerre apparaissent des activités nouvelles : hockey sur gazon, pelote basque, tennis. Marius Pradairol s’en plaint et regrette de voir la gymnastique de plus en plus délaissée par les patronages. En 1924, Édouard Glotin, atteint d'une trop longue maladie qui l'empêche de déployer toute son activité, demande à être remplacé se proposant pour une vice présidence. Le baron de Pelleport-Burète est élu nouveau président. En 1927 M. Dufauret est appointé à temps complet comme secrétaire administratif et assiste désormais aux séances du comité avec voix consultative. Le 12 novembre 1929, ce comité prend une décision lourde de conséquences pour l’avenir fédéral : peut-être échaudé par l’expérience du football dont il doit gérer les conflits à chaque réunion, il se déclare contre l’entrée du rugby à XV et demande à la FGSPF de l'écarter définitivement. Émanant d'une région où ce sport est roi, la suggestion est entendue et le rugby n'entrera jamais parmi les activités de la FGSPF. En 1931 le basket-ball fait son entrée pour devenir une des premières activités de l’Union et en 1937 on relève 183 associations affiliées en Aquitaine. Le baron de Pelleport-Burète préside aux destinées de l'URPSO jusqu'au 21 novembre 1940.
À cette date c'est un neveu du président fondateur, Pierre Glotin qui reprend le flambeau avec l'aval de Mgr Feltin. Directeur des établissements Marie Brizard, c'est aussi un héros de la Grande Guerre. Engagé volontaire en 1915 à l'âge de 18 ans il est, trois ans plus tard, capitaine d'artillerie, titulaire de la Croix de Guerre 1914-1918 avec citations et de la Légion d'honneur à titre militaire. Le 31 mars 1941, Marie-Thérèse Eyquem et Armand Thibaudeau se déplacent à Bordeaux pour faciliter la fusion avec le Rayon sportif féminin (RSF), fusion imposée par le gouvernement de Vichy. Ils reviennent le 5 avril accompagnés d’Olga Batany, monitrice générale de la fédération, avec comme mot d'ordre : pas de fusion avec des associations laïques, seulement entre patronages ; pas d'affiliations globales également aux fédérations uni-sport. En 1955 le RSF et l’URPSO ont néanmoins encore chacun leur comité spécifique et il faut attendre les années 1960 pour que le RSF disparaisse du vocabulaire bordelais. En juin 1941, on relève également la création des commissions de pelote basque, d’escrime, de tennis, de volley-ball, natation, rink hockey.
Dès octobre 1945, l'URPSO envisage d’étendre son rayon d'action au Lot-et-Garonne, aux Landes et aux Basses-Pyrénées. Ce vœu se trouve contrarié dès le 16 mai 1946 par un projet de ligue régionale dont les constituants regroupent 248 associations selon les statistiques fédérales de 1955. Après bien des aventures, celui-ci voit le jour le 21 mai 1960 sous la présidence de M. Debelleix qui est élu au comité directeur de la Fédération sportive de France (FSF) au congrès suivant. La ligue d'Aquitaine est déclarée à la préfecture de Bordeaux sous le no 6005. Elle regroupe alors les départements de la Dordogne, de la Gironde, des Landes et des Pyrénées-Atlantiques. L’appellation d’URPSO perd alors son sens mais ce n’est qu’en 1967 que celle-ci consent à changer son sigle pour celui d’Union départementale FSF de la Gironde qu’elle ne garde qu’une année.

### L’Union départementaleFSFde la Gironde
La FSF devient Fédération sportive et culturelle de France (FSCF) le 13 mars 1968. Les débuts sont laborieux pour la nouvelle union. La maladie de Louis Ratabou, président de l'URPSO depuis 1950, que personne ne veut remplacer de son vivant, les difficultés d’encadrement au niveau du RSF, une baisse relative des activités en football et en gymnastique masculine rendent ce moment délicat. Louis Ratabou est une personnalité bordelaise : président de la foire de Bordeaux dont il dirige les travaux du nouveau parc des expositions, juge au tribunal de commerce, président de plusieurs associations professionnelles ou confessionnelles. Ses obsèques sont célébrées le 21 avril 1969 en la basilique Saint-Seurin par Mgr Laroza représentant Mgr Maziers,  archevêque de Bordeaux.

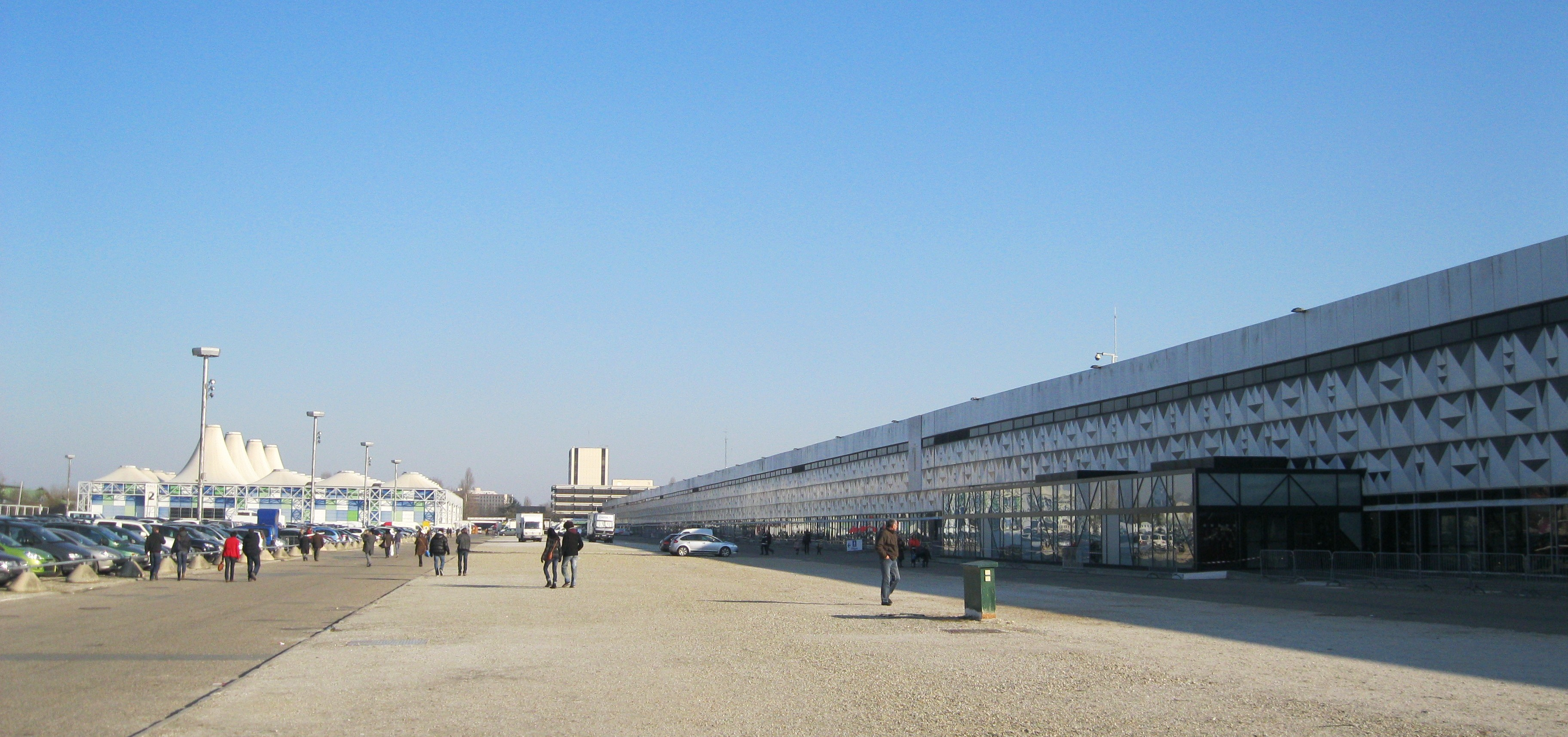
Le parc des expositions de Bordeaux, inauguré en 1969 peu après le décès de Louis Ratabou, président de l'URPSO

L’assemblée générale extraordinaire convoquée le 7 mai 1969 porte à la présidence Pierre Jaubert qui assurait déjà l’intérim. L'archevêché accompagne la démarche par la présence des abbés Lavergne et Marquaux et le 11 octobre 1969 Mgr Maziers préside la messe de rentrée de l'union départementale à la cathédrale. Une commission des foyers-clubs est rapidement créée. Les gymnastiques masculine et féminine se maintiennent mais le football subit un recul inquiétant alors que le basket connaît quelques revers ; la musique ne mobilise plus que deux sociétés et l’athlétisme se limite à l’organisation du cross. Les activités du hand-ball, du volley-ball, de la natation et du tennis restent anecdotiques. Le président Jaubert reçoit l'Ordre national du Mérite.
Le 8 juin 1970, l'union départementale organise les championnats fédéraux de natation et en 1974 salue l’apparition des majorettes qui deviendront bientôt twirling bâton. Dès l’automne 1972 une crise s’amorce en gymnastique féminine entre les « anciens » et les « modernes », atteignant parfois des paroxysmes qui provoquent des démissions et à partir de 1977 se reportent sur la gymnastique masculine. Le 4 juillet 1978, le président Pierre Jaubert démissionne, officiellement pour raisons professionnelles. M. Eschbach lui succède. Si la situation s'améliore chez les masculins elle se détériore sans cesse chez les féminines et le 10 novembre 1979 en présence de Guy Fournet, président d'honneur et délégué du comité central de la FSCF, il laisse la place au professeur Pierre Calamel.
Les répercussions de désaccords concernant la musique au niveau fédéral en 1980 ainsi que des concurrences de compétences entre l’union et la ligue ne lui facilitent pas la tâche mais le développement du twirling, de la gymnastique rythmique, de la gymnastique d’entretien avec de nombreux stages de formation au Centre régional d’éducation physique et sportive (CREPS) de Talence apporte sa part de points positifs. Le 20 mai 1986, Yvette de Lacenne lui succède. En 30 ans, l'Aquitaine a perdu les 2/3 de ses effectifs et ne compte plus que 88 associations affiliées mais la gymnastique féminine semble avoir surmonté sa crise de croissance ; en 1987 à Annecy au championnat fédéral FSCF de gymnastique féminine, l'USCRD Cenon est championne fédérale en catégorie jeunesses. En 1988 la FSCF fête ses 90 ans et l’Union départementale de la Gironde participe, comme toutes les unions départementales et ligues régionales de la FSCF, au pèlerinage fédéral sur les chemins de Saint-Jacques-de-Compostelle, dont Bordeaux constitue un relais important. Beaucoup de patronages adoptent ensuite le statut de maisons de quartier, bien plus conforme à leur mission d’éducation populaire. En 1991, à la suite du décès de Mme de Lacenne, M. Hérard lui succède à l’occasion de l’assemblée générale du 10 décembre. En 1997, l'Aquitaine a reconquis un peu de terrain et enregistre 110 associations.

### Le Comité départemental de la Gironde FSCF
Le 20 février 1998, l’union départementale devient Comité départemental de la Gironde FSCF. Celui-ci prend en charge l’organisation des coupes fédérales de tennis en 1999 et du tournoi de tennis de la Fédération internationale catholique d'éducation physique et sportive (FICEP) à Bordeaux en 2000 ; il se dirige vers la célébration de son centenaire en 2002. En 1999, cette structure est la représentation de 20 000 pratiquants et d'une centaine de clubs qui développent 45 activités. Le 28 septembre 2002, le président Hérard ouvre l’assemblée générale en présence de Clément Schertzinger président de la FSCF et de Michel Rocolle, vice-président.
Le 3 novembre 2005, l'assemblée générale porte Bernard Boude à la présidence et celle du 9 novembre 2006 met les statuts en conformité avec la nouvelle loi sur le sport : les élections ont lieu désormais toutes les années olympiques et le conseil d’administration de 12 membres est renouvelé en totalité à cette occasion. Le 9 novembre 2007, à la suite de la démission de Bernard Boude, l'assemblée générale extraordinaire élit Patrick Cazenave à la présidence. Les patronages de Bordeaux, souvent reconvertis en maisons de quartier — AGJA Caudéran, Union Saint-Bruno, US Chartrons, Union Saint-Jean — restent fidèles au football et au tennis mais les disciplines de sports individuels sont un peu en retrait.

## L’environnement
À Bordeaux comme ailleurs les patronages ont trois interlocuteurs principaux. D'abord l'Église dont ils sont longtemps constitutifs en tant que principale expression de la paroisse. Bien avant la création d'une fédération, c'est la direction des œuvres de l'évêché qui en définit les orientations mais les relations avec la société civile locale prennent aussi une place importante : au-delà de la participation des usagers et des quêtes paroissiales il faut trouver les fonds nécessaires à un développement souhaitable. Les industriels et les élus locaux favorables se mobilisent autour de ce nouvel enjeu qui, dans le contexte conflictuel des débuts du XXe siècle, prend une dimension politique. Enfin l'affiliation à la fédération introduit un troisième pilier dans l'existence de chaque association qui délègue souvent à un correspondant spécifique chacun de ces trois territoires.

### Les patronages bordelais et l’Église

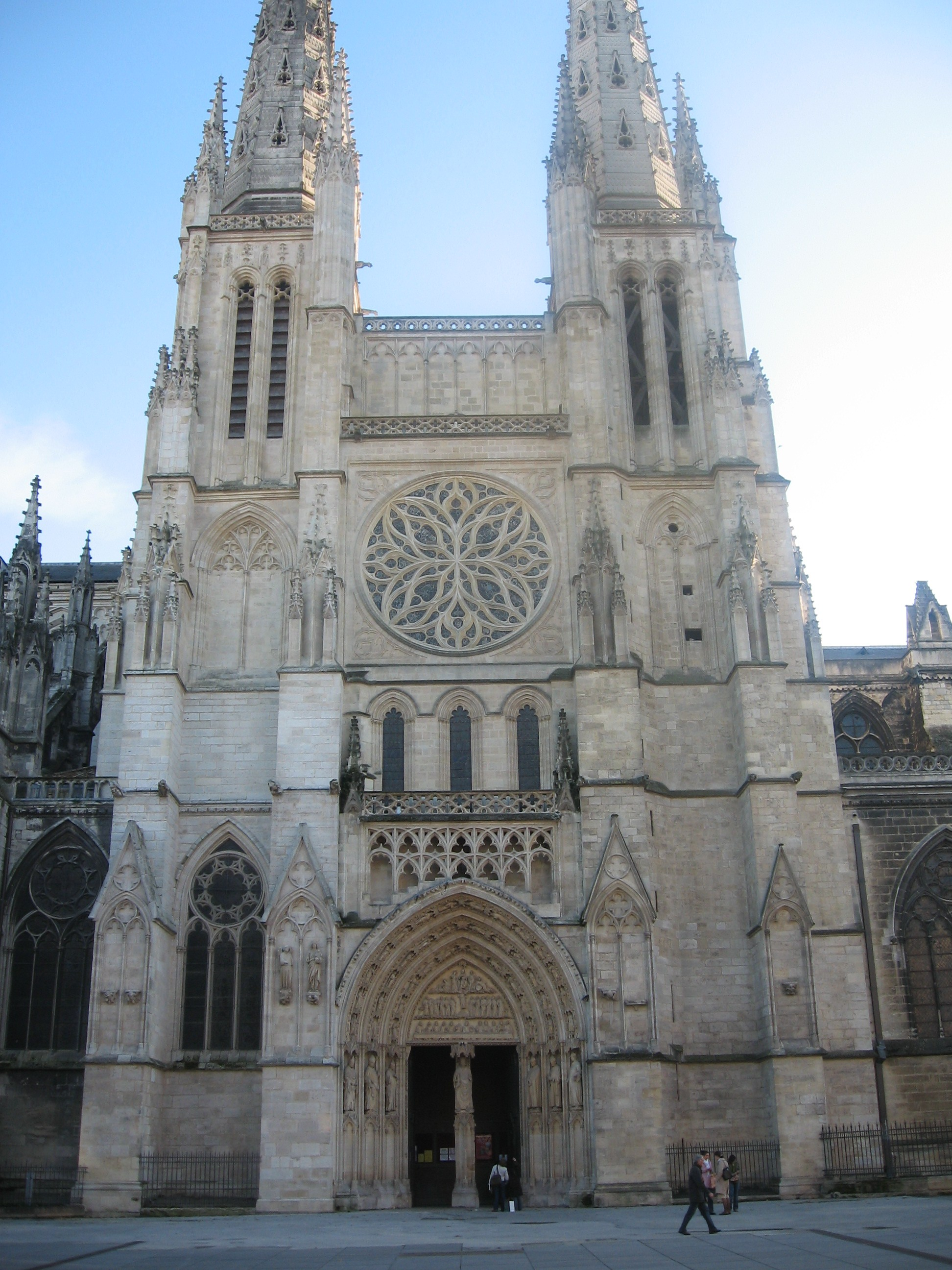
Cathédrale Saint-André de Bordeaux

Dès le 21 février 1907, le cardinal Lecot, archevêque de Bordeaux, nomme l'abbé Gas (1868-1956) à plein temps au service des patronages ; celui-ci est nommé secrétaire général le 3 décembre. L'arrivée du cardinal Andrieu deux ans plus tard ne change rien au dispositif et l'abbé Gas reste secrétaire général de l’URPSO de la déclaration officielle en 1907 jusqu’à la déclaration de guerre en 1914 où il sert comme aumônier au 2e régiment de marche de la Légion étrangère. Le 12 juin 1918, blessé par l’explosion d’un obus tombé à l’entrée du poste de secours, il revient à Bordeaux et reprend son poste de secrétaire général jusqu’en 1920 où il rejoint définitivement l’aumônerie des Armées ; il est titulaire de la Légion d’honneur (décret du 20 mai 1915) avec citation et de la croix de Guerre 1914-1918 avec palmes.
Après son départ il est remplacé au comité par le vicaire général Domerq-Cazeaux et son adjoint l'abbé Lauzac toujours assidus aux réunions du comité. Là aussi, cet engagement ne se dément jamais et la hiérarchie catholique tient à reconnaître l'action des dirigeants de l’URPSO : dès 1909 M. Glotin est nommé chevalier de l’ordre de Saint-Grégoire-le-Grand et le cardinal Andrieu reçoit le bureau de l'URPSO dès son installation. Quelques mois plus tard, Élie Bernat, le trésorier, est promu chevalier Pro Ecclesia et Pontifice. En 1912, le vice-président Pelleport-Burette est également nommé chevalier de Saint-Grégoire et M. Brostot distingué Pro Ecclesia et Pontifice.
La nomination de Monseigneur Feltin à l’archevêché le 16 décembre 1935 resserre encore ces liens. Précédemment archevêque de Sens, il a rédigé lui-même la une de La vie catholique du 24 juillet 1934 pour y présenter la FGSPF. Présent à la tribune d’honneur le 24 mai 1936 à la fête de l’URPSO, il tient à se faire présenter les gymnastes de La Flèche. Le 16 décembre, l'abbé Martin est nommé directeur des œuvres de jeunesse et l'abbé Guyoy sous directeur. La nomination de Pierre Glotin à la présidence le 21 novembre 1940 se fait avec l’aval de l’archevêque qui assiste en personne une semaine plus tard à la réunion chargée d’envisager l’accueil du RSF imposé par la nouvelle législation du 4 octobre 1940.
À partir de 1941, à la demande de l'évêché et afin de resserrer les liens, le poste de secrétaire général est réservé à un prêtre avec un adjoint laïc choisi de préférence par le prêtre lui-même et un secrétaire permanent pour le courrier. La fonction échoit à l’abbé Potier, délégué officiel de l'archevêché auprès des patronages. L’archevêque célèbre lui-même la messe de chaque congrès de l’URPSO à la cathédrale Saint-André. Le 15 août 1949, le cardinal Feltin quitte l'archevêché de Bordeaux pour celui de Paris où il se montre toujours aussi ouvert aux patronages. Il est remplacé le 11 février suivant par le cardinal Richaud. Le 25 mai 1952, l’URPSO organise son premier pèlerinage à Lourdes et le 10 novembre 1954, Monseigneur Richaud lui-même dirige la récollection de l’URPSO à Moulerens. L’Église recueille les fruits de ce suivi : le 9 août 1957, un ancien de l’URPSO devient évêque de Bayonne. Entré aux Coqs rouges en 1929, il est nommé prélat de Sa Sainteté en 1956 alors qu'il est vicaire général à Bordeaux. Le 17 mars 1960, il devient cardinal de Rennes : Mgr Gouyon.
Le 2 février 1966, à la demande de Mgr Laroza, l'abbé Lavergne est nommé auprès de l'URPSO. Mgr Maziers, qui succède au cardinal Richaud à son décès survenu le 5 février 1968, reste fidèle à la ligne tracée par ses prédécesseurs. Notons que le poids des prêtres-directeurs reste longtemps important au niveau local et l’URPSO n’hésite pas à radier un membre et parfois même une association lorsque la demande en est faite par l’un d’entre eux. Se sont succédé depuis à l'archevêché le cardinal Eyt (1989-2001) puis Mgr Ricard depuis 2001. Le 24 juin 2004 se tient une réunion pastorale au centre Beaulieu en présence de Mgr Hertzog, évêque auxiliaire et Jean-Yves Saunier aumônier fédéral. Le 22 février 2006, Mgr Ricard est nommé cardinal par le pape Benoît XVI et Mgr Blaquart est nommé évêque auxiliaire en remplacement de Mgr Hertzog décédé le 24 novembre 2005. L'aumônier de l'Union est l’abbé Lavergne et c'est à Moulerens qu'il fête son jubilé sacerdotal en présence de Mgr Ricard le dimanche 29 août 2010.

### Les patronages bordelais et la société civile
Les liens entre l’URPSO et la vie bordelaise se nouent tant à l'occasion des manifestations sportives que de la publication de leurs résultats — cependant longtemps trop mal relayés par la presse au gré des responsables — mais surtout à travers une institution bien particulière : la vente annuelle où le tout Bordeaux se doit d’être vu, avec la maison Marie Brizard en soutien. Cette vente se déplace au fil du temps, des établissements Grisch en 1909 aux salons du Splendide en 1950 où elle est inaugurée par Jacques Chaban-Delmas, le nouvel archevêque Mgr Richaud et les généraux Chassin et Galiacy puis plus modestement à l’Aiglon où Mgr Richaud est toujours présent, à la foire de Bordeaux jusqu'en 1979, au restaurant Cuny et enfin au centre Beaulieu. Depuis le début du XXIe siècle, la vente a totalement disparu faute de bénévoles.
L’URPSO dispose aussi de solides soutiens : quand l'agrément du ministère de la Guerre est refusé à l'Espérance de Bourg et aux Bleus de Libourne en 1921 Paul Glotin, député de la Gironde, mène une campagne en leur faveur et obtient gain de cause. En 1924 d’autres demandes restant en souffrance il récidive et entame, avec l'abbé Bergey également député, les démarches à nouveau nécessaires. Il faut néanmoins attendre le 21 novembre 1928 pour que l’URPSO soit elle-même agréée sous le no 13146. Il semble qu’au plan local les rapports avec l’Union des sociétés de gymnastique de France (USGF) et son président Charles Cazalet ne soient pas détestables et qu’on puisse même coopérer à l'occasion. Ainsi en 1931, Marius Pradairol doit se faire remplacer dans toutes les compétitions locales, retenu par Cazalet comme juge aux premiers championnats du monde de gymnastique artistique de Paris.
De 1950 à 1969, l'URPSO est présidée par Louis Ratabou, président de la foire internationale de Bordeaux et promoteur de ses installations actuelles. L’impact du rôle des patronages se mesure aussi à la présence des notables dans les manifestations locales. Par exemple le 10 mai 1970, quand les Coqs Rouges fêtent les 25 ans de leur domaine de Moulerens à Gradignan, la messe est concélébrée par les abbés Lavergne, Loizillon, Anceau et Scotton et le repas des anciens présidé par Guy Fournet président de la FSCF avec Henri Jaubert qui fête ce jour-là ses 60 ans à la tête des Coqs Rouges. Mgr Maziers assiste aux manifestations de l’après-midi avec Mrs Grondeau et Valleix, députés, M. Lajugie, représentant de Jacques Chaban-Delmas, les chanoines de Traversay, Touton, Labaste, Gernhardt, les abbés Araneder, Denicheau aumônier général de l'Armée, Marquaux aumônier militaire, le colonel Poivre, le commandant régional de gendarmerie, le médecin général Nun et le directeur de la jeunesse et des sports. En 1986, Jacques Chaban-Delmas assiste au 75e anniversaire de l'Union Saint-Bruno.
Depuis 1983, les liens des patronages de Bordeaux avec la société bordelaise se traduisent surtout à travers leur intégration dans le dispositif de Maisons de quartier mis en place par la municipalité de Jacques Chaban-Delmas et poursuivi depuis par Alain Juppé. Leur longue histoire, leur statut de grands clubs de la ville et leur patrimoine immobilier en font des partenaires privilégiés. Grâce à cette mutation, les patronages qui se sont engagés dans cette opération disposent dès 1993 de 36 permanents, de 30 emplois-solidarité et de 200 éducateurs réguliers pour encadrer 12 000 adhérents et plus de 6 000 pratiquants occasionnels. La réussite de ces institutions est de faire cohabiter en un même lieu les bébés de la halte-garderie, les scolaires des établissements voisins, le club de belote des seniors et des équipes sportives de haut niveau. Cette embellie des associations ne se ressent cependant pas au niveau de l'Union à laquelle certains ont cessé d'adhérer alors que d'autres n'affilient leurs membres qu'avec parcimonie.

### Les patronages bordelais et leur fédération

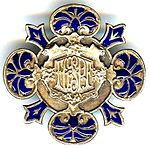
Insigne de la FGSPF dont l'URPSO est une des composantes fondatrices

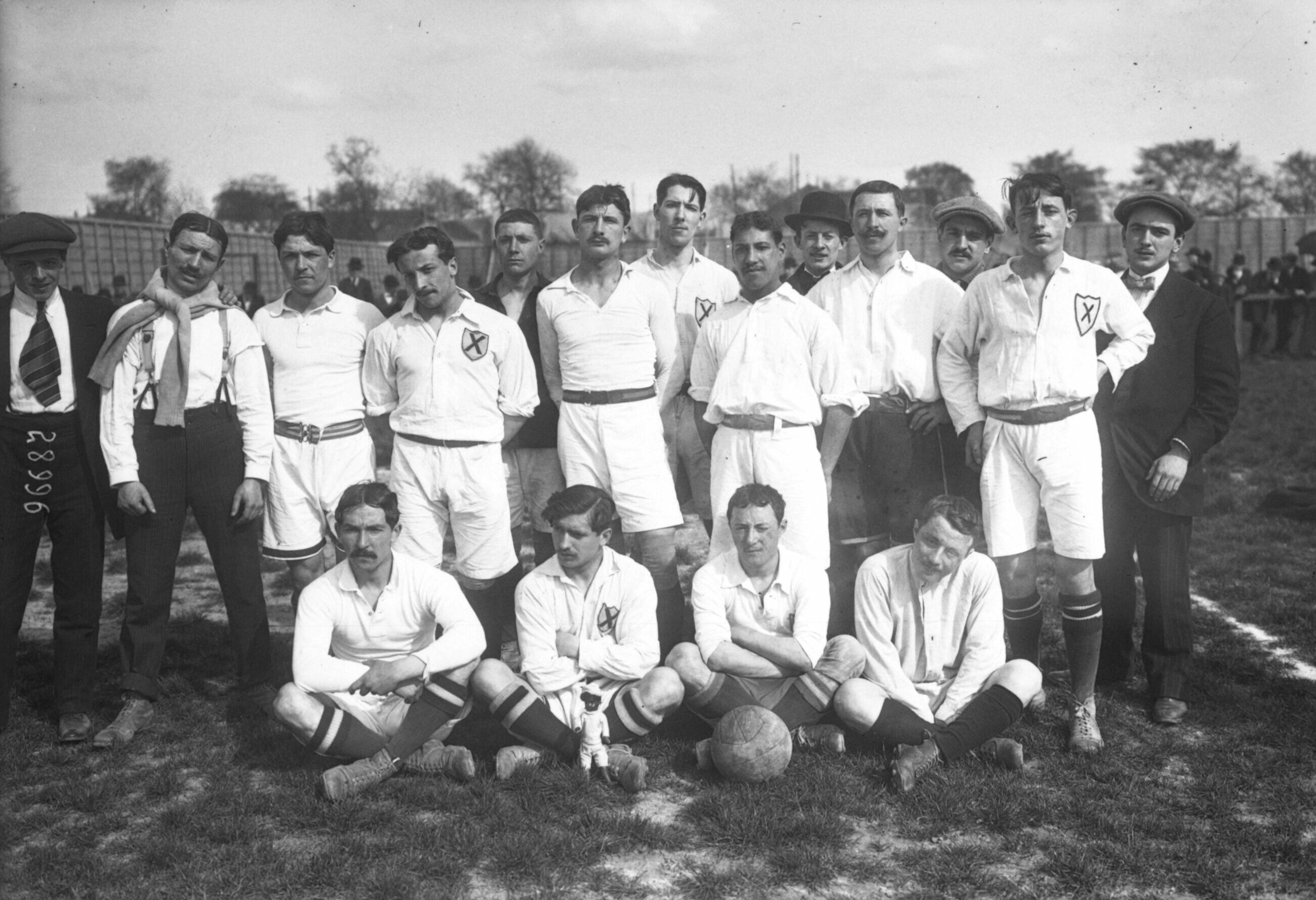
Les Bons gars de Bordeaux

Dès le 9 avril 1904, des patronages bordelais participent au concours de gymnastique de la galerie des Machines à Paris où La Flèche remporte le 1er prix couronné. En 1905 Édouard Glotin est vice-président de la FGSPF alors que Léon Lamoureux, de Blaye en est nommé secrétaire général-trésorier. Le 22 juillet 1906, c’est le Dr Michaux qui se déplace à Langon pour la 2e journée des patronages et le 3 décembre 1907 l’URPSO s’affilie à la FGSPF. Il est alors décidé d'organiser une finale du championnat de France de football FGSPF entre l'équipe championne de Gironde et l'équipe championne de la Seine, les deux seules Unions véritablement organisées dans ce domaine.
Le 1er mai 1908, Charles Simon, secrétaire général de la FGSPF, assiste à la réunion du comité. Une équipe de cross est constituée pour participer au championnat fédéral ainsi qu’à celui d’athlétisme le 1er juin. Lors de ceux-ci Koëger de Bordeaux se qualifie pour les Jeux olympiques de Londres huit jours plus tard avec un bond de 3,20 m à la perche. Lors de ces mêmes Jeux, Raphaël Diaz qui sera durant plusieurs années le meilleur élément de la fédération et l'un des premiers sur le plan national, se classe 8e du tournoi gymnique et 3e Français.
Le 25 septembre, au concours international de Rome, La Flèche remporte le tournoi de gymnastique. Les 6 et 13 décembre, Charles Simon, accompagné d’Henri Delaunay, est de retour pour une formation d’arbitre au cours de laquelle sept bordelais obtiennent leur qualification. Jusqu’à la déclaration de Guerre, les Bons gars de Bordeaux seront finalistes du championnat fédéral de football qu’ils remportent le 9 mai 1909 à Gentilly face à l'AJ Auxerre par 5 à 1. Le 8 octobre de l’année suivante, toujours à Gentilly, La Flèche remporte le premier championnat fédéral de gymnastique. En individuel Raphaël DIAZ est 2e et les trois suivants sont de l’URPSO.
En 1911, les sociétés bordelaises n’hésitent pas à effectuer un long voyage pour participer largement au concours de Nancy. Des abus ayant été constatés lors de la fête, relativement à certains exercices d'acrobatie et à des ballets déplacés, c’est I'URPSO qui est chargée de proposer une réglementation à ce sujet pour le congrès fédéral suivant. En 1912 le championnat de France est organisé à Bordeaux et M. Guédon, de l’Union régionale de Seine-et-Oise (URSO) et trésorier de la FGSPF y représente la fédération. Ces rapports ne se démentent jamais ensuite et l’URPSO est au même titre que la Fédération des sociétés catholiques de gymnastique du Rhône et du sud-est et l’URSO une des grandes composantes fondatrices de la FGSPF. En effet l’Union régionale de la Seine, dont les dirigeants sont trop impliqués dans les premiers pas de la FGSPF, n’est créée qu’en 1911.
Après la Guerre, le 17 octobre 1919, Édouard Glotin rencontre Paul Michaux à Paris pour relancer les activités et l’URPSO affrète un train spécial pour le concours à Paris de 1923. La Flèche est première et, en championnat artistique, Paul Dufauret de La Flèche remporte également la perche le week-end suivant au fédéral d’athlétisme portant le record à 3,465 mètres. En 1930, malgré les difficultés liées à la crise économique, ils répondent encore à l'appel quand la fédération organise son fédéral à Alger pour célébrer le centenaire du débarquement de Sidi-Ferruch. Paul Michaux et Armand Thibaudeau  étaient en bons termes. Quand Paul Michaux meurt en novembre 1933 les relations entre Armand Thibaudeau et François Hébrard demeurent bonnes et ceci persiste sous l’Occupation.

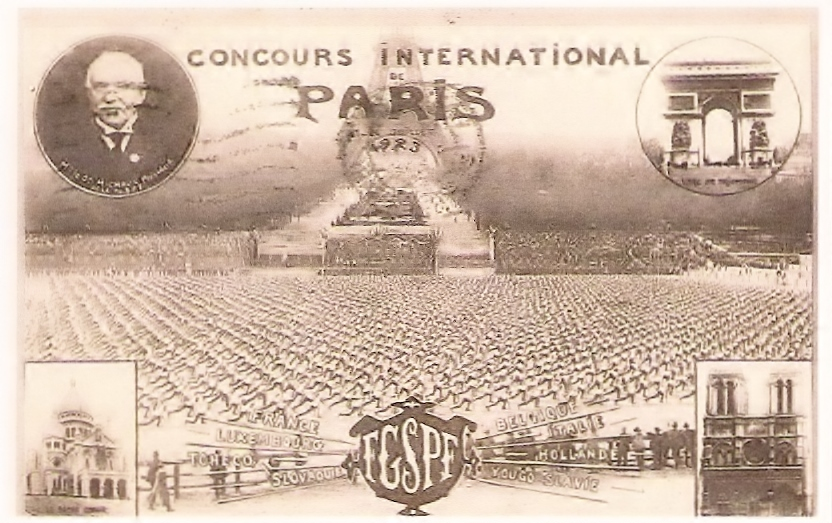
Le concours international FGSPF de Paris en 1923

Le 4 mars 1956, le secrétaire général de la fédération, Robert Pringarbe, assiste à l’assemblée générale de l’URPSO pour la remise à jour des statuts, du règlement intérieur et de nouvelles élections conforme aux obligations légales. Il revient en 1958 alors que les patronages bordelais se préparent à fêter le soixantenaire de la FSF. Par respect pour celle-ci, ils en oublient leur véritable date de fondation et tous ceux qui se sont déclarés en préfecture en 1908 célèbrent leur cinquantenaire ; ce qui ne dispense pas 400 bordelais — parmi lesquels Pierre Lavignolle, champion fédéral de gymnastique pour la 5e année consécutive — de participer du 27 juin au 6 juillet 1958 à la semaine fédérale.
Le passage au statut d’union départementale de Gironde ne relâche pas les liens entre Bordeaux et la FSCF. Le 23 mai 1971, le concours départemental de Libourne se déroule en présence de Mgr Maziers, Robert Boulin ministre de la Santé et maire de Libourne, Bertrand des Garets député, le sous-préfet et Guy Fournet président de la FSCF ; celui-ci est de retour le 13 juin 1971 pour le concours de la ligue d’Aquitaine. Les 26 et 27 juin 1971, les Coqs Rouges de Bordeaux organisent les championnats fédéraux d'athlétisme. L’assemblée générale de 1972 se tient en présence de Mme Andrée de Saint-Julien vice-présidente FSCF et M. l'abbé Michel Viot, aumônier fédéral, qui sont reçus ensuite par Mgr Maziers. L’assemblée générale du 26 janvier 1974 se tient en présence de Mme de Saint-Julien et de Robert Pringarbe.
Il est probable que la Fédération marque là aussi sa solidarité avec l’union. Depuis septembre 1972 elle est déchirée par une querelle des anciens et des modernes en gymnastique féminine, querelle qui durera plusieurs années avec des répercussions au niveau fédéral vite impliqué dans un conflit qui ne fut pas simple à arbitrer. En dépit de ces difficultés, les patronages de Gironde restent fortement attachés à la FSCF. L'Union départementale assure à Bordeaux les 4 et 5 juin 2004 la réunion des grandes associations de la fédération et quelques jours plus tard le championnat fédéral de football poussins/benjamins à Moulerens. Les 16 et 17 octobre de la même année, les Coqs Rouges organisent les fédéraux vétérans de tennis à Mériadeck. En 2008 l’Union Saint-Bruno participe au colloque scientifique de Cergy-Pontoise organisé pour les 110 ans de la FSCF, l'Union la représente au championnat de tennis de la FICEP du 9 au 12 juillet 2009.